# Physocephala limbipennis
Physocephala limbipennis är en tvåvingeart som beskrevs av Meijere 1910. Physocephala limbipennis ingår i släktet Physocephala och familjen stekelflugor. Inga underarter finns listade i Catalogue of Life.